# Острів (річка)
Острів — річка в Шептицькому районі Львівської області, ліва притока Білостоку (басейн Вісли).

## Опис
Довжина річки приблизно 8 км. Висота витоку річки над рівнем моря — 210 м, висота гирла — 197 м, падіння річки — 13 м, похил річки — 1,63 м/км. Формується з багатьох безіменних струмків.

## Розташування
Бере початок на північно-західній стороні від села Переспа. Тече переважно на південний захід і на південно-східній стороні від села Зубків впадає у річку Білосток, праву притоку Західного Бугу.